# Нойгауз-ам-Реннвег
Нойгауз-ам-Реннвег (нім. Neuhaus am Rennweg) — місто в Німеччині, розташоване в землі Тюрингія. Входить до складу району Зоннеберг.
Площа — 80,92 км2. Населення становить 8927 ос. (станом на 31 грудня 2021).